# Политическая система Бельгии

## Федеральное государство

### Трехуровневая структура
Получив в 1830 году независимость, Бельгия стала унитарным государством, в котором вся реальная власть сосредоточилась в руках Федерального Парламента и Федерального Правительства. Четыре государственные реформы (1970, 1980, 1988—1989, 1993) сформировали современной облик Бельгии, объединяющей территориальные и культурные общности в федеральную структуру.
Унитарная Бельгия 1830 года положила начало формированию современной, более сложной структуры, состоящей из трёх уровней: верхний уровень составляет Федеральное государство, Сообщества и Регионы, промежуточный уровень занимают Провинции, а нижний уровень принадлежит Коммунам.
Бельгия состоит из трёх Сообществ (Французского, Фламандского и Немецкоговорящего), трёх Регионов (Фламандского, Брюссель-столица и Валлонского), десяти Провинций (Антверпен, Фламандский Брабант, Валлонский Брабант, Восточная Фландрия, Западная Фландрия, Эно, Льеж, Лимбург, Люксембург, Намюр) и пятисот восьмидесяти девяти Коммун.
Право принимать решения не принадлежит исключительно Федеральному Правительству и Федеральному Парламенту. Управление страной осуществляется различными инстанциями, исполняющими свои полномочия совершенно автономно и исключительно в своей области.

### Компетенции различных инстанций
Органы Федеральной власти отвечают за управление всем тем, что касается всех граждан Бельгии в целом, независимо от языковой, культурной или территориальной принадлежности, как то: международные отношения, национальная безопасность, правосудие, финансы, социальное обеспечение, значительная часть сектора здравоохранения, внутренние дела. А также, Федеральное государство исполняет обязанности Бельгии и её федеративных в отношении Европейского союза и НАТО.
Сообщества отвечают за сферы, касающиеся населения того или иного сообщества, как например, язык, культура, образование.  Архивная копия от 18 декабря 2007 на Wayback Machine

## Политические партииБельгии
| Партии                                | 1999 | 2004 | 2007 |
| ------------------------------------- | ---- | ---- | ---- |
| Христианские демократы и фламандцы    | 14,1 | 13,3 | 18,5 |
| Гуманитарный демократический центр    | 5,9  | 5,5  | 6,1  |
| Фламандские либералы и демократы      | 14,3 | 15,4 | 11,8 |
| Реформаторское движение               | 10,1 | 11,4 | 12,5 |
| Социальная прогрессивная альтернатива | 9,5  | 14,9 | 10,3 |
| Социалистическая партия               | 10,2 | 13,0 | 10,9 |
| АГАЛЕВ ("Зелёные")                    | 7,0  | 2,5  | 4,0  |
| ЭКОЛО ("Зелёные")                     | 7,4  | 3,1  | 5,1  |

По результатам выборов 13 июня 2010 года победу одержала партия «Новый фламандский альянс», получившая 27 мест в Палате представителей. Второе место — Социалистическая партия (Валлония) — 26 мест.